# Scott McKenna
Scott Fraser McKenna (Kirriemuir, 12. studenoga 1996.) škotski je nogometaš i reprezentativac, koji igra na poziciji stopera. Trenutačno igra za Dinamo Zagreb.

## Klupska karijera

### Aberdeen
McKenna je započeo karijeru u akademiji Aberdeena kao lijevi bek, prije nego što je postao središnji branič. Škotski Daily Record ga je prozvao "jednim od najperspektivnijih braniča u državi".
McKenna je svoj prvi profesionalni nastup upisao 6. veljače 2016. protiv St Johnstonea, ušavši s klupe u nastavku dvoboja. Prvi put kao starter, nastupio je 16. svibnja 2016. protiv Heartsa. Dana 22. svibnja 2016. potpisao je novi dvogodišnji ugovor s Aberdeenom. U studenom 2016. godine, McKenna je prešao na posudbu u škotski drugoligaški klub Ayr United do kraja godine, što mu je bila druga posudba u tom klubu. Njegova je posudba naknadno produžena do kraja sezone.
U listopadu 2017. McKenna je produžio ugovor s Aberdeenom do 2021. godine. Dana 7. ožujka 2018., McKenna je potpisao novo produženje ugovora do 2023. godine.
McKenna je zadobio puknuće tetive koljena tijekom utakmice Škotskog kupa protiv St Mirrena, 29. veljače 2020. godine.
U kolovozu 2020. bio je jedan od osam igrača Aberdeena koji su dobili uvjetnu zabranu od tri utakmice od Škotskog nogometnog saveza nakon što su prekršili ograničenja vezana uz pandemiju COVID-19 posjetom baru ranije tijekom mjeseca.

### Nottingham Forest
Dana 23. rujna 2020. godine, McKenna je potpisao za engleskog drugoligaša Nottingham Forest. Aberdeen je taj transfer označio kao rekordni, za koji navode da su uprihodili iznos od 3 milijuna funti, s mogućim bonusima do 6 milijuna funti. Svoj prvi nastup u dresu novog kluba upisao je 25. rujna 2020. u porazu od 1:0 protiv Huddersfield Towna. Svoj prvi pogodak za klub postigao je 4. studenoga 2020. godine, u pobjedi 2:1 nad Coventry Cityjem. Veliko priznanje dobio je na kraju sezone 2021./22., kada je proglašen za igrača sezone Foresta, tijekom koje su izborili plasman u Premier ligu. McKenna je propustio značajan dio sezone 2022./23. zbog ozljeda tetive koljena i ključne kosti.
Dana 30. siječnja 2024., McKenna se pridružio Københavnu na posudbu do kraja sezone. Dana 5. lipnja 2024., Forest je objavio da će McKenna napustiti klub po završetku ugovora.

### Las Palmas
Dana 8. kolovoza 2024., McKenna je potpisao trogodišnji ugovor sa španjolskim Las Palmasom. U ugovor je ugrađena mogućnost raskida ugovora, ukoliko Las Palmas ispadne iz prve lige. Na kraju sezone 2024./25., klub je ispao u drugu ligu i McKenna je postao slobodan igrač.

### Dinamo Zagreb
Dana 16. srpnja 2025., McKenna je potpisao višegodišnji ugovor s Dinamom iz Zagreba. Za Dinamo Zagreb debitirao je  2. kolovoza u utakmici prvog kola HNL 2025./26. u kojoj je Osijek poražen 0:2.

## Reprezentativna karijera
McKenna je nastupao za mlađe uzraste škotske reprezentacije. Prvi nastup za seniorsku reprezentaciju Škotske, upisao je 23. ožujka 2018., u prijateljskoj utakmici protiv Kostarike. Dana 11. listopada 2018., McKenna je ušao kao zamjena u drugom poluvremenu u porazu 2:1 od Izraela, što je bio njegov prvi natjecateljski nastup za Škotsku.
Dana 19. svibnja 2021., McKenna se našao među 26 igrača na popisu Škotske za Europsko prvenstvo 2020. godine. Na prvenstvu je upisao samo jedan nastup, u posljednjoj utakmici skupine u porazu (3:1) od Hrvatske.
Dana 7. lipnja 2024., McKenna se našao na popisu putnika za Euro 2024. u Njemačkoj. Nastupio je u sve tri utakmice na turniru, na kojem je Škotska završila na posljednjem mjestu skupine A s jednim bodom iz tri utakmice.

## Priznanja

### Individualna
- Igrač sezone Nottingham Foresta: 2021./22.

## Vanjske poveznice
- Profil, Soccerway (engl.)
- Profil, Transfermarkt (engl.)